# Đurđenovac
Đurđenovac (deutsch: Georgshof an der Schleuse, ungarisch: Gyurdán oder Szusine Gyurgyenovác) ist eine Gemeinde mit gleichnamigem Hauptort in Kroatien. Es liegt an der Westgrenze der Gespanschaft Osijek-Baranja in der Nähe von Našice.

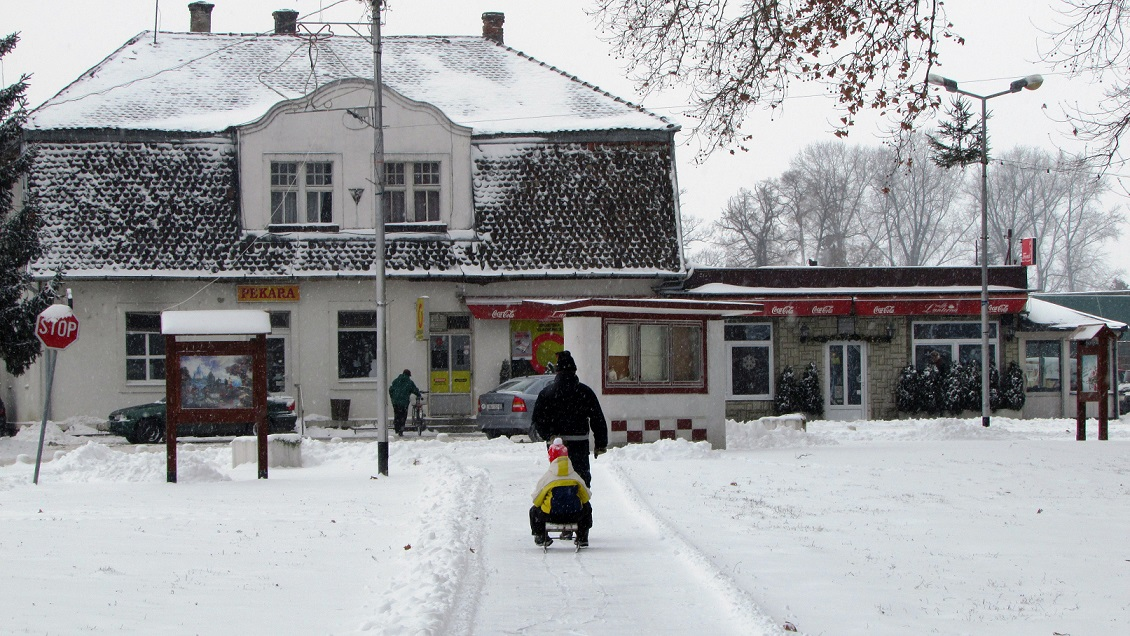
Ein Beispiel für typische Architektur in Đurđenovac

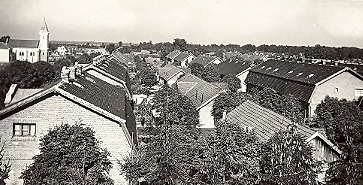
Đurđenovac in den 1940er Jahren

## Geografie
Đurđenovac liegt in der Gespanschaft Osijek-Baranja etwa 60 km westlich von Osijek, nordöstlich von Krndija und östlich des Papuk-Gebirges. Die genaue geografische Position ist: 45º 32 '38 "nördlicher Breite, 18º 3 '6" östlicher Länge. Es befindet sich in der Ebene auf 103 m über dem Meeresspiegel und gehört zur unteren Podravina.
Der kanalisierte und künstlich erweiterte Bukovik-Fluss der im Papuk entspringt, fließt durch Đurđenovac. Andere Namen für diesen Fluss sind Bukvik (kroatisch) und Schleuse (deutsch). Đurđenovac gehört zum Einzugsgebiet Karašica-Vučica, das zum Einzugsgebiet der Drau und der Donau gehört. Obwohl die Siedlung Đurđenovac von Nebentätigkeiten (Holz- und chemische Industrie) dominiert wird, sind die meisten Einwohner in der Landwirtschaft und der Fischerei tätig. In der Nähe von Đurđenovac liegt der See Grudnjak.
Die durchschnittliche jährliche Lufttemperatur im Zeitraum von 1956 bis 1963 betrug 10,3 °C, während sie im Zeitraum von 1981 bis 1988 10,7 °C betrug.

## Bevölkerungsentwicklung
Laut der letzten Volkszählung von 2011 hatte die Gemeinde Đurđenovac 6750 Einwohner, verteilt auf 14 Siedlungen
- Beljevina – 717
- Bokšić – 433
- Bokšić Lug – 259
- Đurđenovac – 2.944
- Gabrilovac – 63
- Klokočevci – 428
- Krčevina – 115
- Ličko Novo Selo – 96
- Lipine – 68
- Našičko Novo Selo – 344
- Pribiševci – 390
- Sušine – 278
- Šaptinovci – 543
- Teodorovac – 77

### Nationale Zusammensetzung der Bevölkerung
Laut der Volkszählung von 2011 sind die nach ethnischer Zugehörigkeit am häufigsten vertretenen Gruppen:
- Kroaten (96,67 %)
- Serben (1,90 %)
- Albaner (0,21 %)
- Slowaken (0,18 %)
- Mazedonier (0,15 %)
- Deutsche (0,12 %)
- Bosniaken (0,10 %)

(Andere Nationalitäten überschreiten einzeln nicht 0,1 %.)

### Muttersprache
Laut der Volkszählung von 2011 sind die häufigsten Muttersprachen in Đurđenovac:
- Kroatisch (98,9 %)
- Serbisch (0,28 %)
- Albanisch (0,13 %)
- Bosnisch (0,13 %)
- Mazedonisch (0,09 %)
- Deutsch (0,06 %)
- Serbokroatisch (0,04 %)

### Religionszugehörigkeit
- Christen – Katholiken (92,25 %)
- Christen – andere (3,19 %)
- Christen – Orthodoxe (2,09 %)
- Atheisten (1,17 %)
- nicht deklarieren (0,70 %)
- Christen – Protestanten (0,24 %)[9]

## Verwaltung
- Bürgermeister: Hrvoje Topalović (HDZ)
- Stellvertretender Bürgermeister:Dragica Pavlić (HDZ)
- Gemeinderat: Präsident – Tomislav Abičić (HDZ)
- Stellvertretender Präsident – Dalibor Maligec (HDZ)

## Geschichte
Die erste historische Erwähnung von Đurđenovac stammt aus dem Jahr 1680. Die eigentliche Entwicklung von Đurđenovac begann in der zweiten Hälfte des 19. Jahrhunderts, nachdem der Wiener Kaufmann Joseph Pfeiffer 1866 in Đurđenovac ein Sägewerk eröffnete. Später wurde das Sägewerk von der belgischen Firma "Marchetti-Lamarche" übernommen. Hochwertige slawonische Eiche zog schnell Investoren an, so dass das Sägewerk seit 1886 unter dem Namen "Neuschloß, Schmidt und Marchetti" betrieben wurde, der nach den Nachnamen der damaligen Eigentümer geprägt wurde.
Die Entwicklung der städtischen Siedlung verlief parallel zur Entwicklung der Industrieanlagen von Đurđevac. Für die Bedürfnisse der Arbeiter und ihrer Familien wurden Büro- und Arbeiterwohnungen, ein Gesundheitszentrum, eine Grundschule, ein Kindergarten, ein öffentliches Schwimmbad, zahlreiche Bürobüros, Geschäfte, Gasthäuser und eine Bibliothek gebaut. Ende des 19. Jahrhunderts und bis in die 1930er Jahre bestand die Mehrheit der Bevölkerung aus Deutschen und Ungarn.

## Wirtschaft
Die derzeitige Wirtschaft von Đurđenovac basiert auf der ehemaligen Holzindustrie, die von 1876 (dem ersten Sägewerk, das ab 1866 betrieben wurde) bis zu ihrer Insolvenz Ende der 90er Jahre in Betrieb war. Neben der holzverarbeitenden Industrie sind auch die chemische Industrie und die Lebensmittelindustrie vertreten. Ende Juni 2015 wurde eine der Möbelproduktionsstätten bei einem Brand zerstört, bei dem Hunderte von Menschen arbeitslos wurden und die Industrieproduktion von Đurđevac erheblich geschädigt wurde. 60,8 % der Bevölkerung sind im verarbeitenden Gewerbe beschäftigt. Der am zweithäufigsten vertretene Tätigkeitsbereich ist der Handel (13,1 %). Entsprechend der Struktur der Beschäftigten im verarbeitenden Gewerbe war die größte Anzahl der Beschäftigten in den Bereichen Möbelherstellung (67,3 %) und Holzverarbeitung und -produktion (17 %) sowie in anderen Bereichen der Maschinen- und Anlagenindustrie (10,6 %) sowie in der Lebensmittel- und Getränkeherstellung hervorzuheben, Produktion von Metallen (2,4 %) und Produktion von Chemikalien und chemischen Produkten (1,2 %).

## Söhne und Töchter
- Julijana Matanović (* 1959), kroatische Schriftstellerin
- Viktor Žmegač (1929–2022), kroatischer Philologe und Literaturhistoriker